# Харитонов, Станислав Евгеньевич
Станислав Евгеньевич Харитонов (4 декабря 1971) — российский футбольный тренер, специализирующийся на работе с женскими командами.

## Биография
В 1994 году окончил факультет морского приборостроения СПбГМТУ.
На рубеже XX и XXI веков работал в Санкт-Петербурге с женской командой «Нева». С 1999 года команда выступала в соревнованиях высокого уровня, в основном — в мини-футболе. Среди его воспитанниц — бронзовый призёр молодёжного чемпионата Европы по большому футболу Светлана Акимова. В 2005 году тренировал «Неву» в высшей лиге по большому футболу.
В 2006 году перешёл на работу в новосозданный женский клуб по большому футболу «Звезда-2005» (Пермь), где стал одним из тренеров, а по состоянию на 2009 год работал спортивным директором. Команда в 2006 году одержала победу в первой лиге и вышла в высшую, где стала одной из сильнейших. В мае 2009 года после поражения в первой игре финала Кубка УЕФА от немецкого «Дуйсбурга» 0:6 главный тренер клуба Александр Григорян был уволен и Харитонов назначен исполняющим его обязанности. В октябре 2009 года уступил пост американскому специалисту Шеку Борковски. Привёл команду к победе в чемпионате России 2009 года, финалист Кубка России 2009 года. До конца 2010 года продолжал работать спортивным директором клуба.
С начала 2010-х годов снова работал с петербургской «Невой», в этот период команда сосредоточилась на выступлениях в пляжном футболе. Неоднократный участник финальных турниров высшего дивизиона чемпионата России (2012—2014, 2016—2018). Вице-чемпион России 2012, 2013, 2014 годов, чемпион России 2016 года. В 2018 году «Нева» снова стала вице-чемпионом, однако перед стартом финального турнира тренер покинул команду. Неоднократно со своим клубом был победителем и призёром городских и региональных соревнований. Также команда выступала в мини-футболе, где становилась победителем региональных соревнований.
Помимо работы с взрослой командой, также работал преподавателем физкультуры в одной из школ Санкт-Петербурга. Приводил свои команды к призовым местам в городских соревнованиях по мини-футболу и баскетболу.